# Robur
Robur byla obchodní značka výrobků podniku VEB Robur-Werke Zittau ve Východním Německu. Hlavním produktem podniku byly nákladní automobily o nosnosti do tří tun. Podnik sídlil ve městě Žitavě na jihovýchodě Saska, nedaleko hranice s ČR. Vozidla zde vznikala zpočátku pod názvem Phänomen. Výrobní závod se od znárodnění až do roku 1957 jmenoval VEB Phänomen Zittau.

## Historie firmy

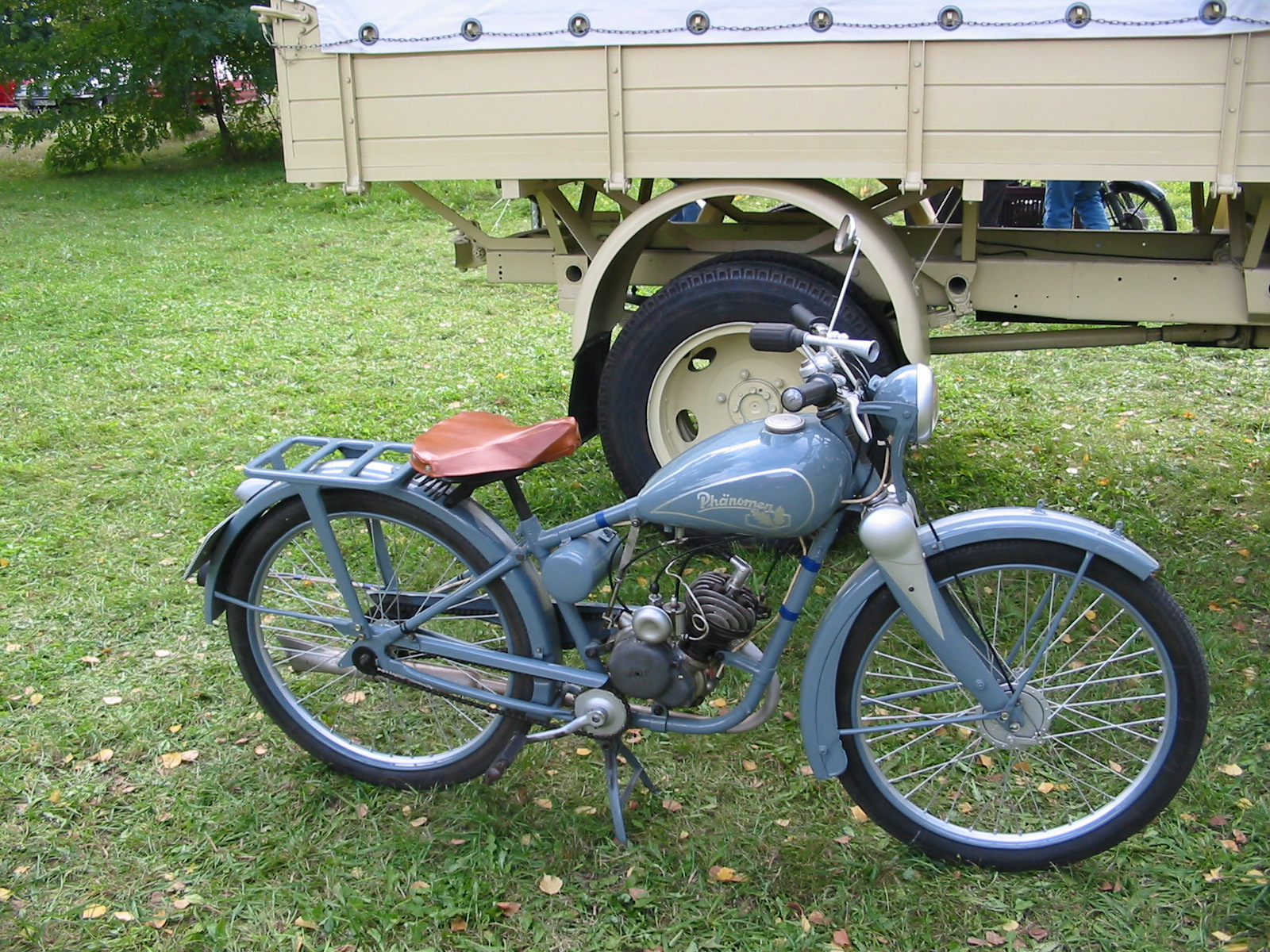
Phänomen Bob 98 cm³

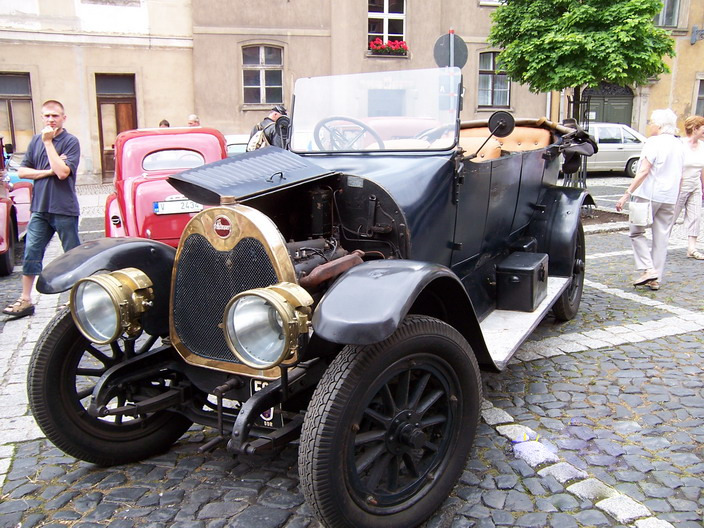
Phänomen 10/30 (1916)

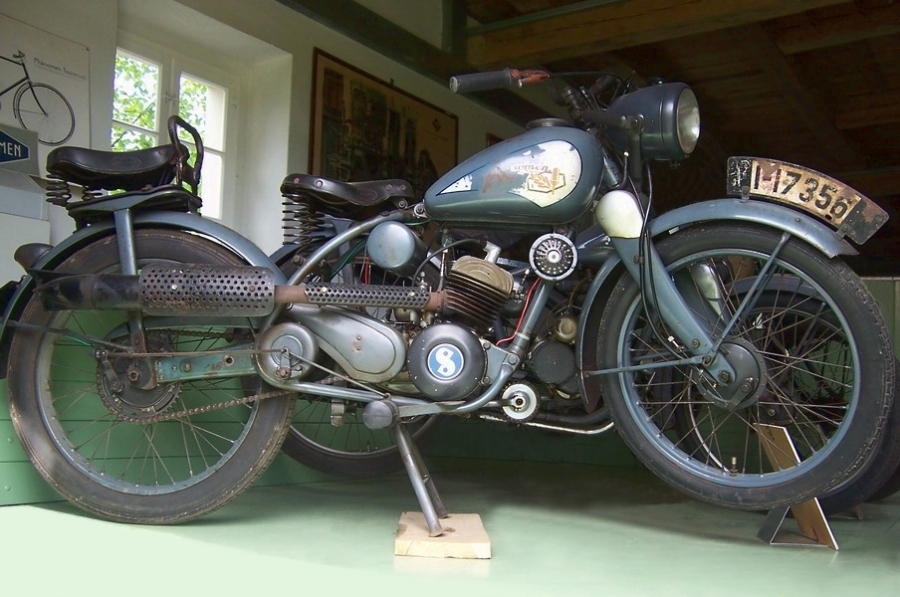
Kleinkraftrad Phänomen Ahoi, 1940–1943

V roce 1888 založil Karl Gustav Hiller firmu na výrobu textilních strojů. Z cesty do Anglie roku 1890 si přivezl licenci na dovoz a výrobu bicyklů. Stal se spoluvlastníkem a později jediným majitelem Žitavské strojírny Müller & Preussger. Vyvíjel bicykly dál a prodával je od roku 1894 pod značkou Phänomen – Rover. V roce 1900 začal vyrábět i motocykly. Zpočátku byly motocykly vybavovány motory FAFNIR, od roku 1903 pak čtyřtaktními jednoválci vlastní výroby. S novým motorem zesílili také rám motocyklů. Do zesíleného rámu pak montovali také nový dvouválcový motor.
Roku 1905 začala sériová výroba cenově výhodné tříkolky Phänomobil. Základní motorizací se stal dvouválec, používaný už v motocyklech. Od roku 1910 se montoval také čtyřtaktní čtyřválec chlazený dvěma ventilátory. Produkce tříkolek pokračovala až do roku 1927. Firma se v roce 1916 transformovala na akciovou společnost s názvem Phänomen-Werke Gustav Hiller. V letech 1912 až 1927 firma nabízela také osobní automobily, ale v silné konkurenci se neprosadily.

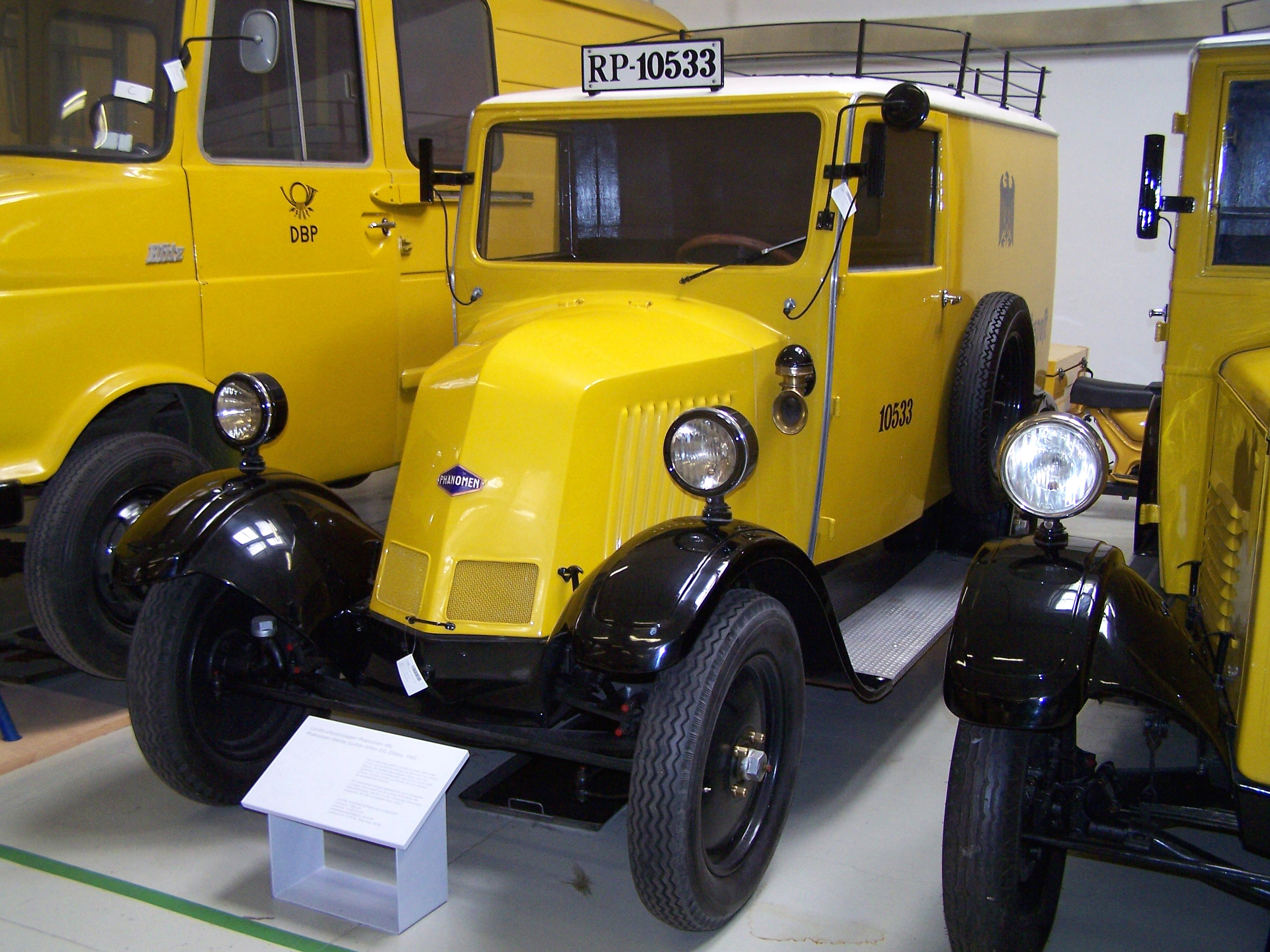
Phänomen 4 RL/K, z roku 1928

V roce 1927 byl, především na poptávku Říšské pošty po levném a spolehlivém nákladním automobilu, zkonstruován typ 4RL s nosností 0,75 – 1 tuny. Ten představoval začátek úspěšné řady užitkových automobilů. Zpočátku byl využit už zavedený čtyřválcový čtyřtaktní benzínový motor. Jak rostla poptávka po nákladních vozech, přišel v roce 1931 Granit 25 (nosnost 1,5 tuny) a v roce 1936 Granit 30 (nosnost 2,5 tuny). S růstem zbrojní výroby byl výrobní program zredukován na typ Granit 1500 s nosností 1,5 tuny. Po válce se stejný typ vyráběl jako Granit 27.
Všechny vozy Phänomen byly stejně jako tříkolky vybaveny vzduchem chlazenými motory. Jedině osobní vozy byly vybaveny vodou chlazenými motory. Roku 1930 převzala firma výrobu lehkých motocyklů s motory SACHS. Do roku 1945 se vyrábělo 14 různých provedení motocyklů.
Podle zákona z roku 1946 byly částečně zničené Phänomen-Werke v Žitavě zestátněny. Vedle produkce spotřebního zboží se zde opravovala vozidla pro Rudou armádu. V roce 1949 (rok vzniku NDR) byla obnovena výroba předválečných modelů, i když v omezeném rozsahu. Prvními výrobky byly stacionární motory.

## Poválečná produkce
V lednu 1950 bylo dokončeno prvních 13 kusů vozidel Granit 27. Nosnost byla zvýšena z 1,5 na dvě tuny. V roce 1952 byl představen prototyp Phänomen Granit 32. Ten byl poprvé vybaven vzduchem chlazeným vznětovým motorem, na rozdíl od dosavadních benzínových motorů. Sériová výroba vznětových motorů začala v roce 1954. Výkon benzínových motorů byl mezitím zvýšen. Benzínové motory se montovaly do vozů s označením Granit 30 K. Po úpravách pohonu, kabiny řidiče i dalších agregátů vozidla Granit vznikl typ Garant, kterého se do roku 1961 vyrobilo více než 50 000 exemplářů. Nejběžnější varianty byly valník, skříňový automobil, sanitka, autobus, případně podvozek pro speciální nástavby. Verze s benzínovým motorem byla označena jako Garant K 30, verze se vzduchem chlazeným vznětovým motorem jako Garant 32.

## Pod značkou Robur
Začátkem roku 1957 dostala firma nový název VEB Robur Werke Zittau (volně přeloženo: Závody Robur, národní podnik, Žitava). Původní vlastníci znárodněné továrny nedovolili používání původního jména. Jméno Robur je latinský výraz pro sílu či houževnatost. Podniku byly podřízeny další výrobní závody. Konkrétně karosárna v Budyšíně (Bautzen), motorárna v Kamenci (Kamenz), karosárna Winter v Žitavě (Zittau) a výroba hasicích přístrojů ve Zhořelci (Görlitz).
Následníkem úspěšného Garanta se stal Robur LO 2500, poprvé představený na Lipském veletrhu roku 1961. Moderní nákladní vůz s bezkapotovou kabinou řidiče konstrukčně odpovídal současným vývojovým trendům. Byl vybaven vzduchem chlazeným benzínovým motorem. používaným už v předcházejících typech. Jako varianta s pohonem všech kol vznikl Robur LO 1800A o nosnosti 1,8 tuny.
Další vývoj přinesl v roce 1968 typy LO 2501 a LO 1801 A, zvnějšku rozeznatelné podle odlišné čelní masky. Další modifikací byl od roku 1974 LO 3000 o nosnosti 3 tuny. Varianta s pohonem všech kol byla se zvýšenou nosností označena LO 2002 A. Od podzimu 1982 byl vedle benzínového nabízen také vznětový motor. Další vývoj v osmdesátých letech směřoval hlavně ke zvýšení životnosti jednotlivých agregátů.
Vozidla Robur byla exportována nejen do zemí RVHP, ale i do řady zámořských teritorií. Po sjednocení Německa byla snaha udržet výrobu vozidel vybavených motory Deutz, ale v roce 1991 byla produkce s modelem LD 3004 zastavena.

## Modely

### Osobní vozy 1907–1927
| Typ                         | Výroba    | Motor              | Objem    | Výkon              | Vmax     |
| --------------------------- | --------- | ------------------ | -------- | ------------------ | -------- |
| Phänomobil 4/6 PS           | 1907–1912 | 2, vidlicový motor | 887 cm³  | 6–9 k (4,4–6,6 kW) | 50 km/h  |
| Phänomobil 6/12 PS          | 1912–1920 | 4, řadový          | 1548 cm³ | 12 k (8,8 kW)      | 60 km/h  |
| Phänomen 10/28 PS           | 1912–1919 | 4, řadový          | 2597 cm³ | 28 k (20,5 kW)     | 80 km/h  |
| Phänomen M.T.C. 10/30 PS    | 1920–1924 | 4, řadový          | 2612 cm³ | 30 k (22 kW)       | 65 km/h  |
| Phänomen M.T.C. 16/45 PS    | 1920–1924 | 4, řadový          | 4219 cm³ | 45 PS (33 kW)      | 75 km/h  |
| Phänomobil Typ V (6/12 PS)  | 1920–1927 | 4, řadový          | 1548 cm³ | 12 PS (8,8 kW)     | 55 km/h  |
| Phänomen Typ 412 (12/50 PS) | 1924–1927 | 4, řadový          | 3132 cm³ | 50 PS (37 kW)      | 100 km/h |

### Nákladní automobily 1927–1991
- Phänomen 4RL
- Phänomen Granit 25
- Phänomen Granit 30
- Phänomen Granit 1500
- Phänomen Granit 27
- Phänomen Granit 30K (od r. 1956 jako Robur Garant 30K)
- Phänomen Granit 32 (od r. 1956 jako Robur Garant 32)

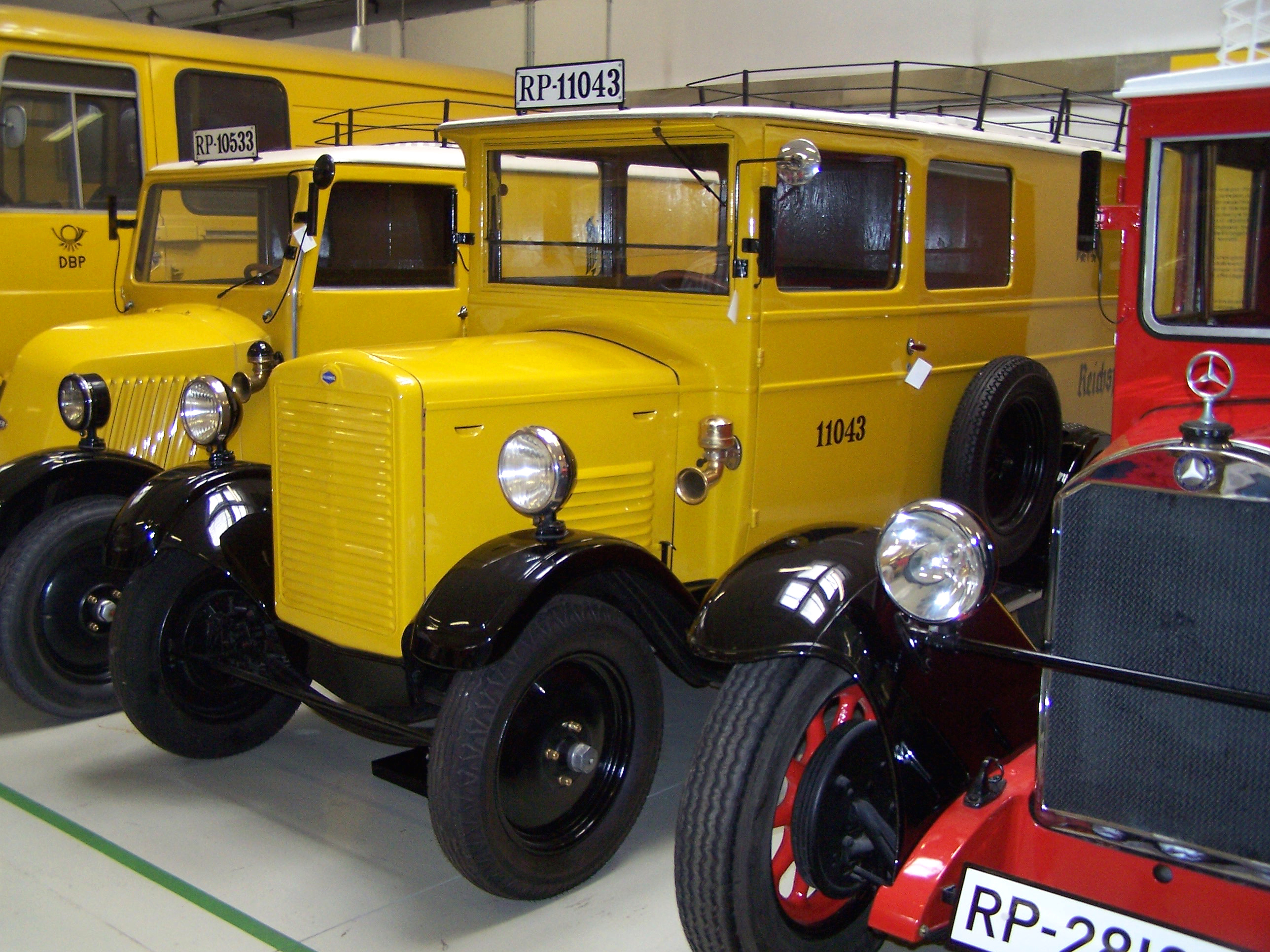
4 RL/K, Baujahr 1930
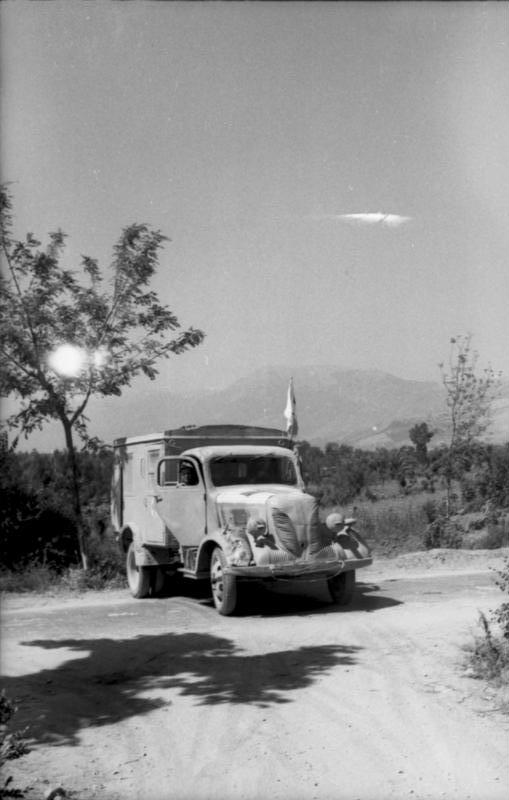
Granit 1500A
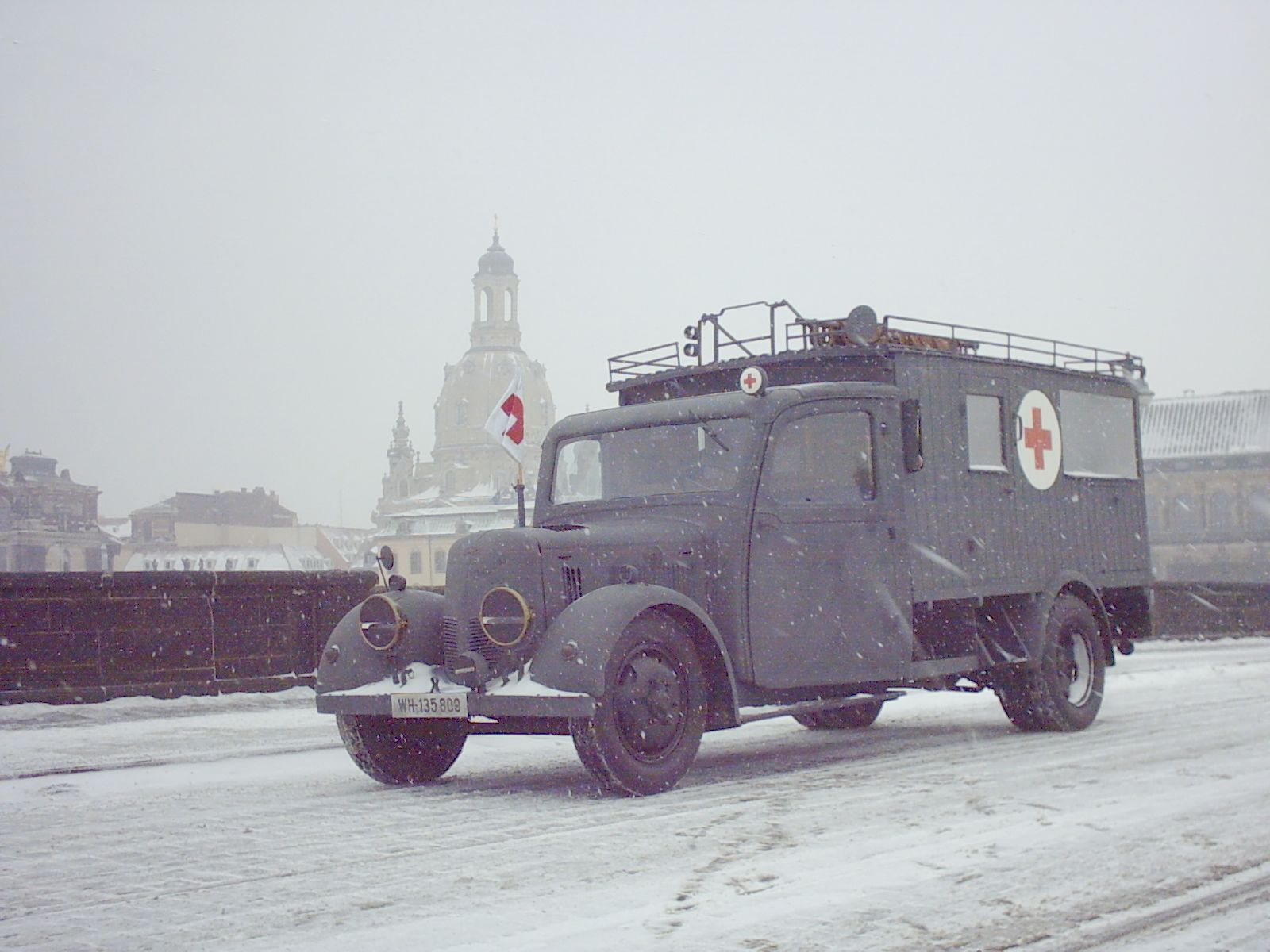
Granit 30
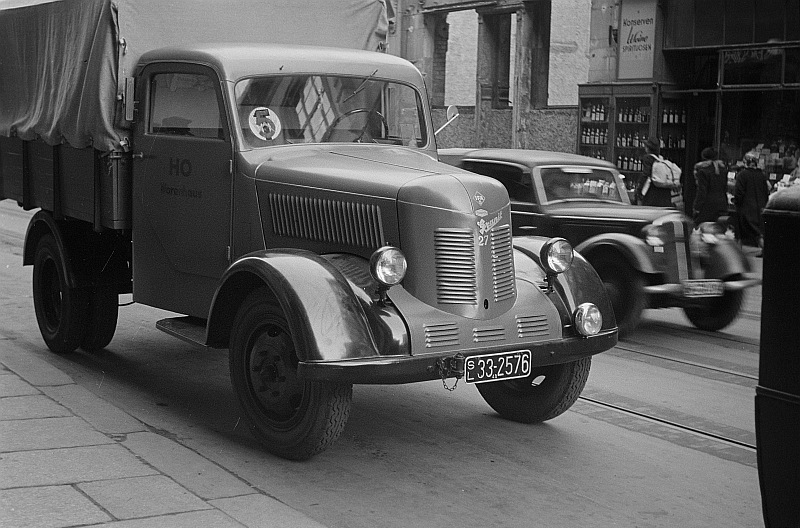
Granit 27
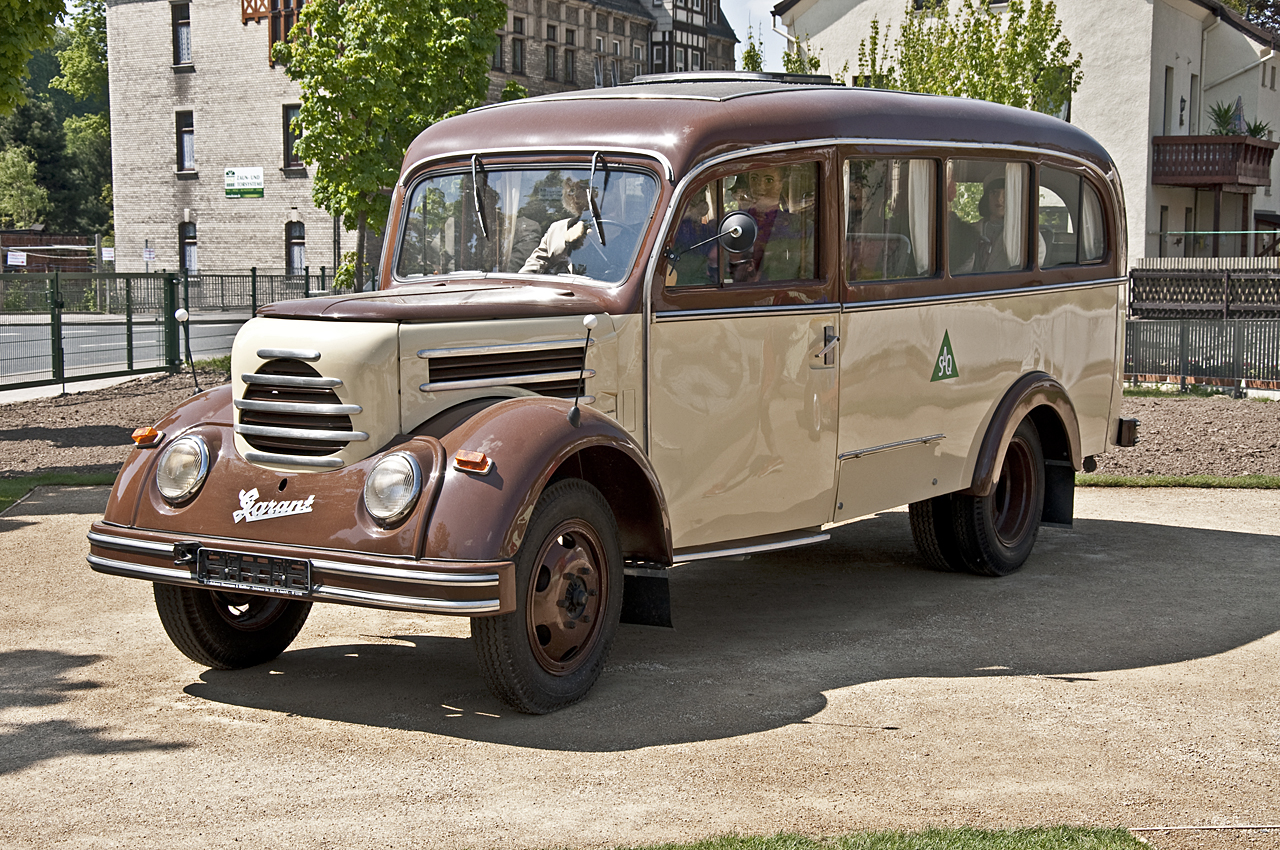
Garant 30 K
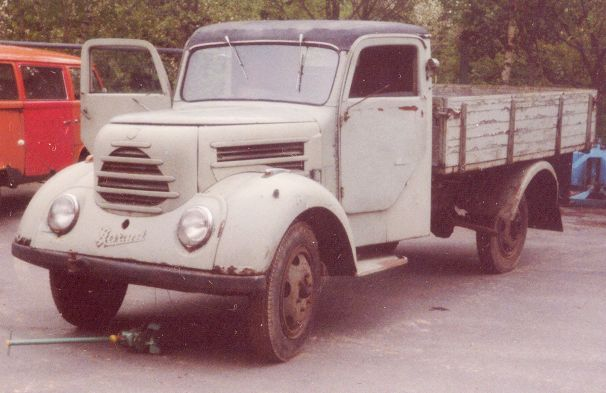
Garant 32
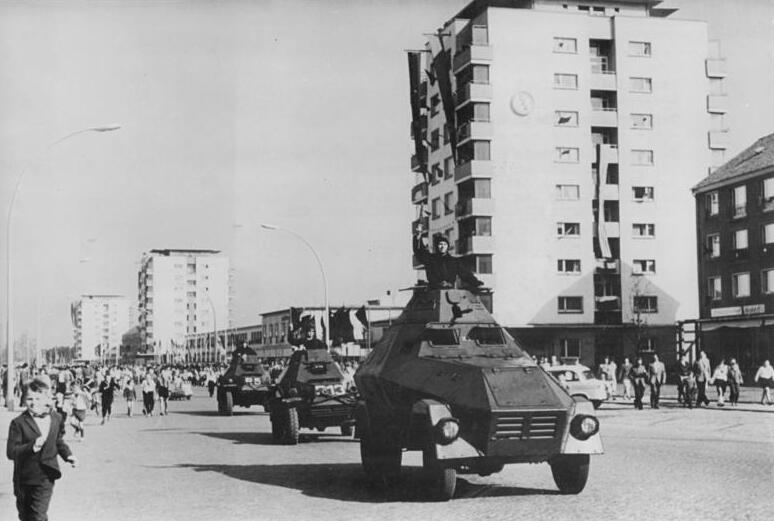
Sonder Kfz. 1

### Robur

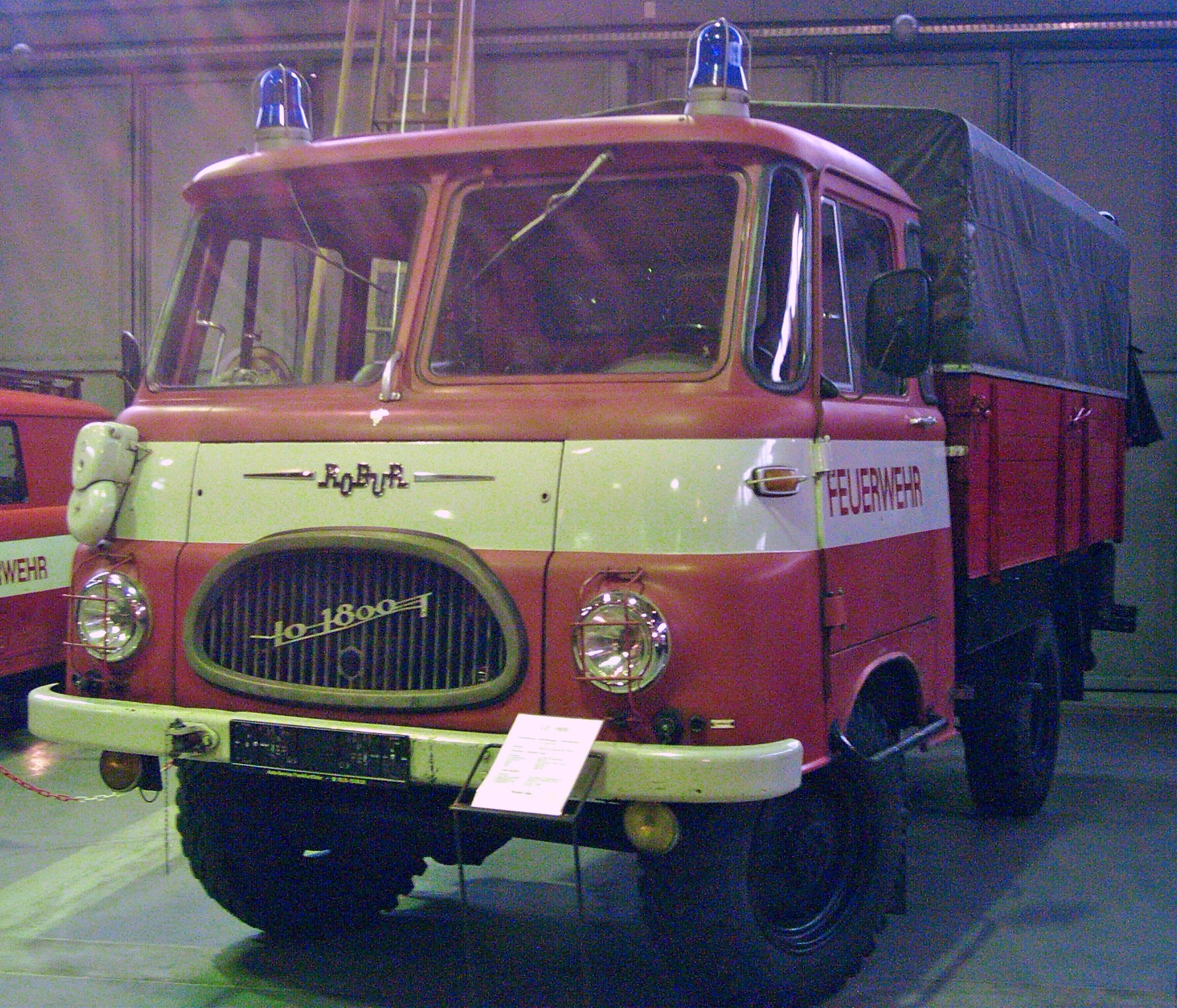
LO 1800
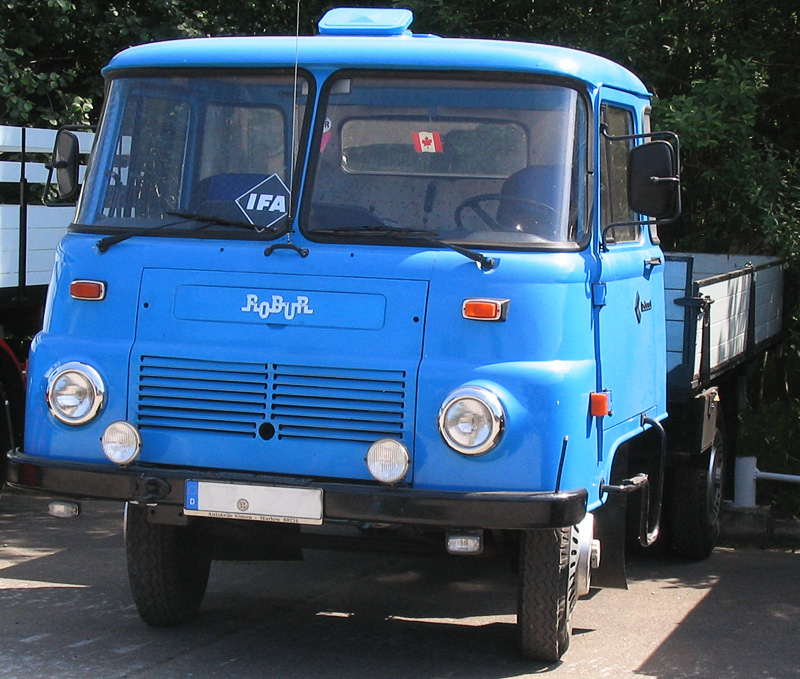
LO 2002
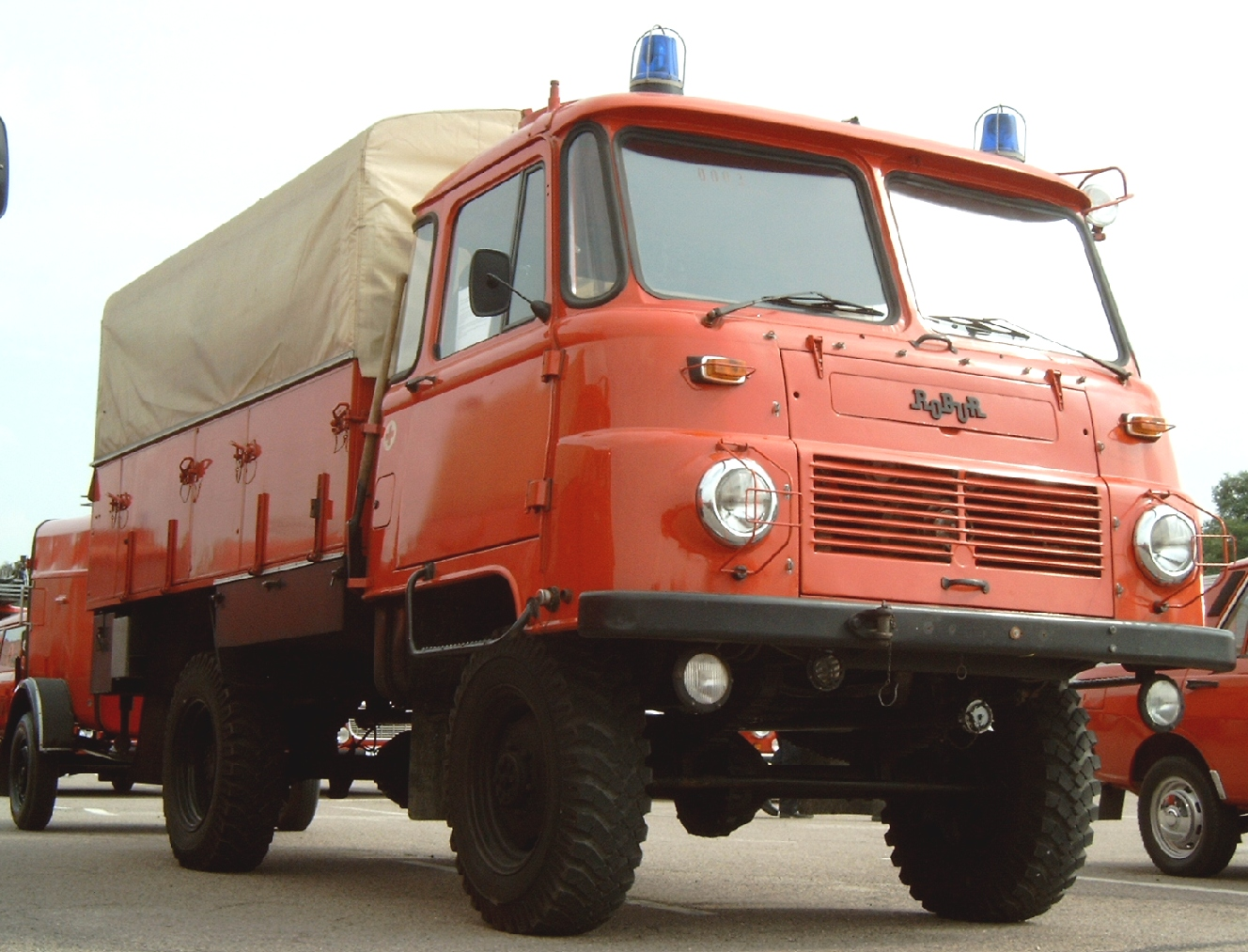
LF 8 na LO 2002
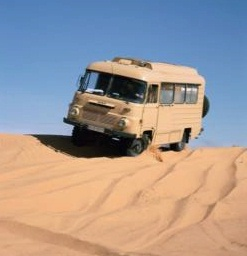
LD 2002 4x4
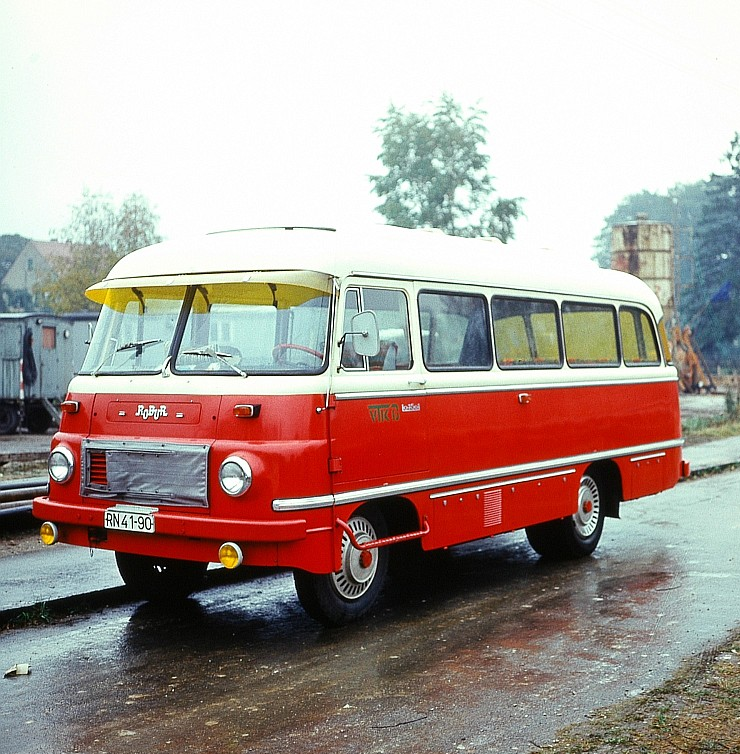
LO 2501
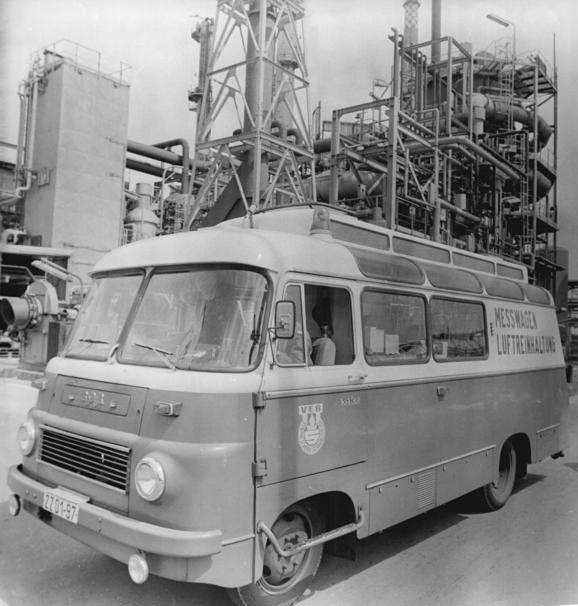
LO 2501 Halbbus
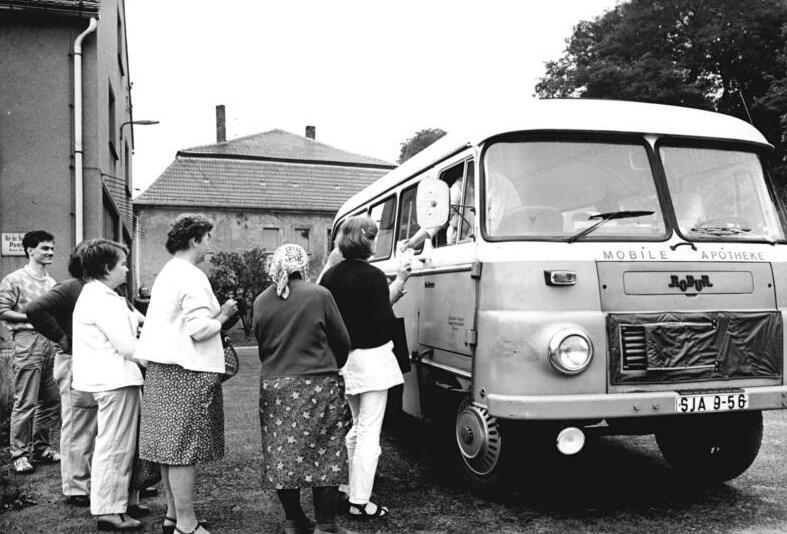
LO 3000 jako pojízdná lékárna
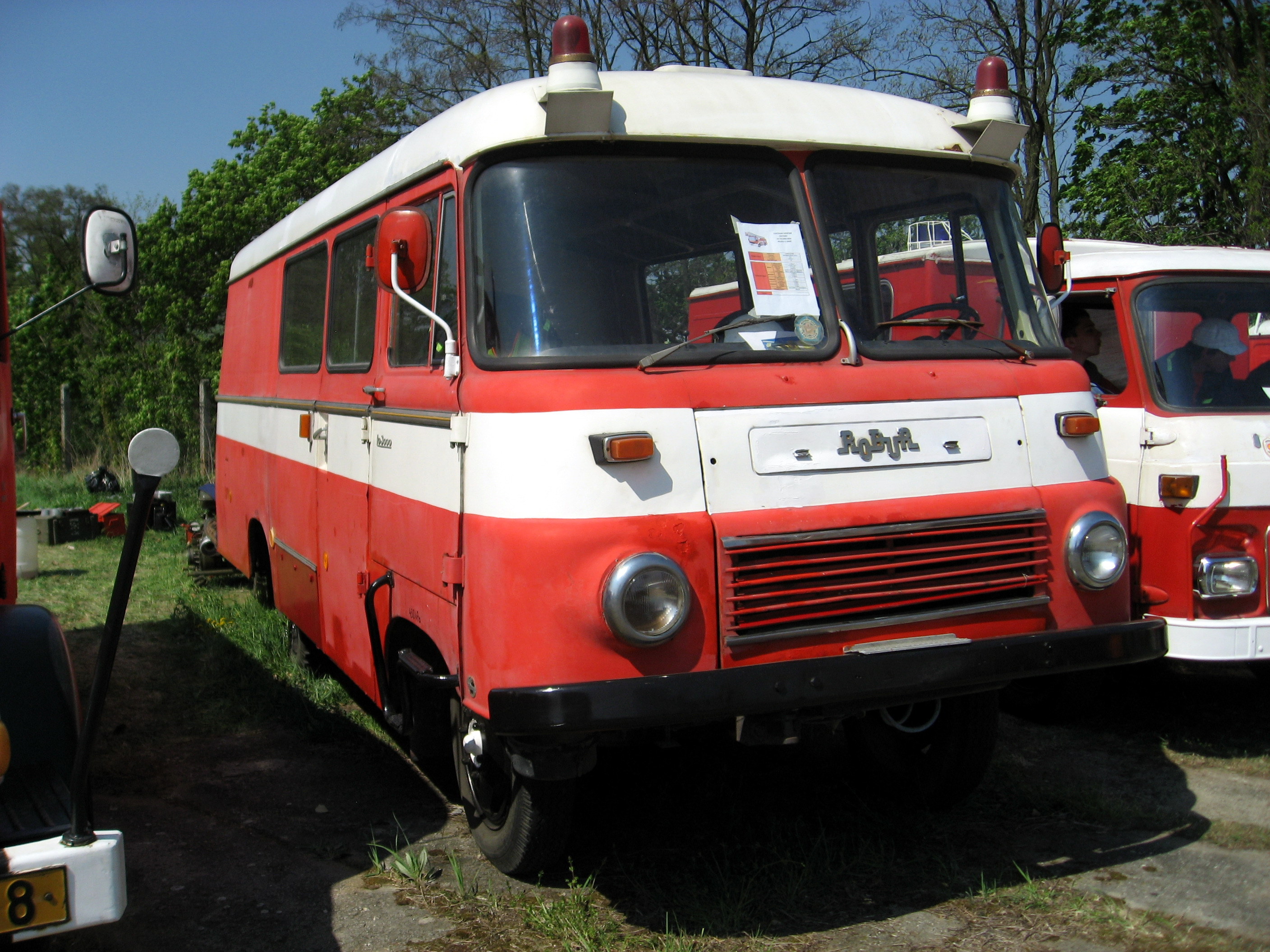
LO 3000 Halbbus